# Pazy
Pazy – miejscowość i gmina we Francji, w regionie Burgundia-Franche-Comté, w departamencie Nièvre.
Według danych na rok 1990 gminę zamieszkiwało 327 osób, a gęstość zaludnienia wynosiła 15 osób/km² (wśród 2044 gmin Burgundii Pazy plasuje się na 590. miejscu pod względem liczby ludności, natomiast pod względem powierzchni na miejscu 382.).